# 拉韦纳蓬泰特雷萨
拉韦纳蓬泰特雷萨（義大利語：Lavena Ponte Tresa），是意大利瓦雷泽省的一个市镇。总面积4平方公里，人口5600人，人口密度1400.0人/平方公里（2009年）。国家统计（ISTAT）代码为012086。

## 友好城市
- 義大利阿奎洛尼亚
- 義大利卡利特里
- 義大利拉切多尼亚
- 義大利梅索拉卡